# Swedish Open 2021
Lo Swedish Open 2021 è stato un torneo di tennis giocato sulla terra rossa. È stata la 73ª edizione del torneo maschile, facente parte della categoria ATP Tour 250 nell'ambito dell'ATP Tour 2021 e la 11ª del femminile, facente parte della categoria WTA 125 del WTA Challenger Tour 2021. Sia il torneo maschile che femminile si sono giocati al Båstad Tennis Stadium di Båstad, in Svezia. Il torneo maschile si è tenuto dal 12 al 18 luglio 2021, mentre quello femminile dal 5 al 10 luglio 2021.

## Distribuzione dei punti e del montepremi

### Punti
| Evento              | V   | F   | SF | QF | 2T | 1T   | Q    | Q2   | Q1   |
| Singolare maschile  | 250 | 150 | 90 | 45 | 20 | 0    | 12   | 6    | 0    |
| Doppio maschile     | 250 | 150 | 90 | 45 | 0  | N.D. | N.D. | N.D. | N.D. |
| Singolare femminile | 160 | 95  | 57 | 29 | 15 | 1    | N.D. | N.D. | N.D. |
| Doppio femminile    | 160 | 95  | 57 | 29 | 1  | N.D. | N.D. | N.D. | N.D. |

### Montepremi
| Evento              | V       | F       | SF      | QF      | 2T     | 1T     | Q2     | Q1     |
| Singolare maschile  | €85,945 | €45,265 | €24,520 | €13,970 | €8,230 | €4,875 | €2,195 | €1,100 |
| Doppio maschile *   | €26,110 | €13,730 | €7,440  | €4,260  | €2,490 | N.D.   | N.D.   | N.D.   |
| Singolare femminile | $20,000 | $11,400 | $6,500  | $4,000  | $2,325 | $1,175 | N.D.   | N.D.   |
| Doppio femminile *  | $5,500  | $2,700  | $1,400  | $750    | $450   | N.D.   | N.D.   | N.D.   |

* per coppia

## Partecipanti ATP singolare

### Teste di serie
| Nazionalità | Giocatore       | Ranking* | Testa di serie |
| ----------- | --------------- | -------- | -------------- |
| Norvegia    | Casper Ruud     | 14       | 1              |
| Cile        | Cristian Garín  | 20       | 2              |
| Italia      | Fabio Fognini   | 31       | 3              |
| Australia   | John Millman    | 43       | 4              |
| Francia     | Richard Gasquet | 56       | 5              |
| Italia      | Lorenzo Musetti | 63       | 6              |
| Rep. Ceca   | Jiří Veselý     | 72       | 7              |
| Finlandia   | Emil Ruusuvuori | 76       | 8              |

- 1 Ranking aggiornato al 28 giugno 2021

### Altri partecipanti
I seguenti giocatori hanno ricevuto una wild card per il tabellone principale:
- Holger Rune
- Elias Ymer
- Mikael Ymer

I seguenti giocatori sono passati dalle qualificazioni:

- Francisco Cerúndolo
- Henri Laaksonen
- Dennis Novak
- Arthur Rinderknech

### Ritiri
Prima del torneo
- Carlos Alcaraz → sostituito da  Tarō Daniel
- Alejandro Davidovich Fokina → sostituito da  Roberto Carballés Baena
- Il'ja Ivaška → sostituito da  Facundo Bagnis
- Denis Shapovalov → sostituito da   Pedro Sousa
- Stefano Travaglia → sostituito da  Salvatore Caruso
- Jo-Wilfried Tsonga → sostituito da  Yannick Hanfmann

## Partecipanti ATP doppio

### Teste di serie
| Nazionalità | Giocatore       | Nazionalità | Giocatore         | Ranking* | Testa di serie |
| ----------- | --------------- | ----------- | ----------------- | -------- | -------------- |
| Argentina   | Andrés Molteni  | Italia      | Andrea Vavassori  | 143      | 1              |
| Svezia      | André Göransson | Danimarca   | Frederik Nielsen  | 162      | 2              |
| Uruguay     | Pablo Cuevas    | Francia     | Fabrice Martin    | 168      | 3              |
| Stati Uniti | Nicholas Monroe | Bielorussia | Andrėj Vasileŭski | 168      | 4              |

* Ranking del 28 giugno 2021

### Altri partecipanti
Le seguenti coppie hanno ricevuto una wild card per il tabellone principale:
- Filip Bergevi /  Markus Eriksson
- Carl Söderlund /  Elias Ymer

### Ritiri
Prima del torneo
- Marco Cecchinato /  Stefano Travaglia → sostituiti da  Roberto Carballés Baena /  Marco Cecchinato
- Rohan Bopanna /  Divij Sharan → sostituiti da  Jeevan Nedunchezhiyan /  Purav Raja
- Radu Albot /  Il'ja Ivaška → sostituiti da  Radu Albot /  Denys Molčanov
- Carlos Alcaraz /  Marc López → sostituiti da  Andre Begemann /  Albano Olivetti

## Partecipanti WTA singolare

### Teste di serie
| Nazionalità | Giocatore                 | Ranking* | Testa di serie |
| ----------- | ------------------------- | -------- | -------------- |
| Svezia      | Rebecca Peterson          | 60       | 1              |
| Russia      | Anna Kalinskaja           | 109      | 2              |
| Egitto      | Mayar Sherif              | 119      | 3              |
| Stati Uniti | Claire Liu                | 120      | 4              |
| Slovacchia  | Anna Karolína Schmiedlová | 122      | 5              |
| Russia      | Kamilla Rachimova         | 134      | 6              |
| Bielorussia | Vol'ha Havarcova          | 136      | 7              |
| Australia   | Maddison Inglis           | 140      | 8              |

* Ranking del 28 giugno 2021

### Altre partecipanti
Le seguenti giocatrici hanno ricevuto una wild-card per il tabellone principale:
- Vanessa Ersöz
- Caijsa Hennemann
- Fanny Östlund
- Lisa Zaar

Il seguente giocatore è entrato in tabellone con il ranking protetto:
- Darija Lopatec'ka
- Karman Thandi

### Ritiri
- Hailey Baptiste → sostituita da  Katie Volynets
- Cristina Bucșa → sostituita da  Darija Lopatec'ka
- Asia Muhammad → sostituita da  Anna Bondár
- Storm Sanders → sostituita da  Francesca Jones
- Clara Tauson → sostituita da  Karman Thandi

## Partecipanti WTA doppio

### Teste di serie
| Nazionalità | Giocatore         | Nazionalità   | Giocatore          | Ranking* | Testa di serie |
| ----------- | ----------------- | ------------- | ------------------ | -------- | -------------- |
| Spagna      | Lara Arruabarrena | Spagna        | Aliona Bolsova     | 194      | 1              |
| Svezia      | Cornelia Lister   | Nuova Zelanda | Erin Routliffe     | 248      | 2              |
| Slovacchia  | Tereza Mihalíková | Russia        | Kamilla Rachimova  | 306      | 3              |
| Ungheria    | Anna Bondár       | Romania       | Jaqueline Cristian | 369      | 4              |

* Ranking del 28 giugno 2021

## Campioni

### Singolare maschile
Casper Ruud ha sconfitto in finale  Federico Coria con il punteggio di 6-3, 6-3.
- È il terzo titolo in carriera per Ruud, il secondo della stagione.

### Singolare femminile
Nuria Párrizas Díaz ha sconfitto in finale  Vol'ha Havarcova con il punteggio di 6-2, 6-2.

### Doppio maschile
Sander Arends /  David Pel hanno sconfitto in finale  Andre Begemann /  Albano Olivetti con il punteggio di 6-4, 6-2.

### Doppio femminile
Mirjam Björklund e  Leonie Küng hanno sconfitto in finale  Tereza Mihalíková e  Kamilla Rachimova con il punteggio di 5-7, 6-3, [10-5].